# 苄胺
苄胺是一种有机化合物，化学式为C6H5CH2NH2（有时缩写为 PhCH2NH2或BnNH2）。它由连接到胺官能团NH2的苄基C6H5CH2组成。它是无色可溶于水的液体，是有机化学的常见前体，可用于很多药物的工业生产。

## 制备
苄胺有很多方法可以制得，如工业上主要用氯化苄和氨的反应合成。在雷尼镍的存在下，它也可由苯甲腈的还原反应或苯甲醛的还原胺化反应得到。
它最初由Rudolf Leuckart通过Leuckart反应中，苯甲醛与甲酰胺的反应中意外产生，是醛或酮还原胺化产生相应的胺的一般过程。